# Hydroeciodes xanthina
Hydroeciodes xanthina är en fjärilsart som beskrevs av George Francis Hampson 1905. Hydroeciodes xanthina ingår i släktet Hydroeciodes och familjen nattflyn. Inga underarter finns listade i Catalogue of Life.